# Lakota (Dakota Północna)
Lakota – miasto w Stanach Zjednoczonych, w stanie Dakota Północna, siedziba administracyjna hrabstwa Nelson.